# Iván Antonio Marín López
Iván Antonio Marín López (Jardín, 13 de maio de 1938) é um clérigo colombiano e arcebispo católico romano emérito de Popayán.
Iván Antonio Marín López foi ordenado sacerdote em 8 de dezembro de 1964.
O Papa João Paulo II o nomeou Secretário do Pontifício Conselho "Cor Unum" em 1992
Em 19 de abril de 1997 foi nomeado Arcebispo de Popayán. O presidente do Pontifício Conselho Justiça e Paz, Cardeal Roger Etchegaray, concedeu sua consagração episcopal em 6 de junho do mesmo ano; Os co-consagradores foram Dom Paolo Romeo, Núncio Apostólico na Colômbia, e Alberto Giraldo Jaramillo PSS, Arcebispo de Medellín.
O Papa Francisco aceitou sua aposentadoria em 19 de maio de 2018.